# Kiril Milov
Kiril Milenov Milov (in bulgaro Кирил Миленов Милов?; Dupnica, 27 gennaio 1997) è un lottatore bulgaro, specializzato nella lotta greco-romana.

## Palmarès
- Mondiali

Budapest 2018: argento nei 97 kg.
- Europei

Bucarest 2019: argento nei 97 kg.
- Giochi olimpici giovanili

Nanchino 2014: argento negli 85 kg.